# Herbertshausen
Herbertshausen (mundartlich Herwazhause) ist ein Stadtteil von Bad Laasphe im nordrhein-westfälischen Kreis Siegen-Wittgenstein.

## Geschichte
Der Ort wurde urkundlich das erste Mal im Jahre 1365 erwähnt, ist also über 640 Jahre alt. Orte wurden damals in der Regel erst dann erwähnt, wenn sie einen Kauf- oder Tauschwert besaßen. Deshalb ist anzunehmen, dass Herbertshausen bereits zwischen 800 und 1100 entstand. Das älteste Untertanenverzeichnis stammt aus dem Jahre 1572. Laut dieser Urkunde bestand Herbertshausen zu diesem Zeitpunkt aus zehn Häusern. 1629 bestand der Ort nur aus sieben Häusern. Das ist darauf zurückzuführen, dass im Ort in den Jahren vor 1629 eine Seuche grassierte.
Seit dem 1. Januar 1975 ist Herbertshausen aufgrund der kommunalen Neugliederung ein Ortsteil von Bad Laasphe. In Herbertshausen leben heute etwa 330 Einwohner, die sich auf 96 Häuser verteilen (Stand 2002).

## Kulturelle Einrichtungen

### Dorfgemeinschaftshaus
Herbertshausen verfügt über ein Dorfgemeinschaftshaus, in dem Familienfeiern, Tagungen und Diashows durchgeführt werden können. Dort ist auch eine Küche vorhanden, so dass warme Speisen selbst oder von externem Catering-Personal zubereitet werden können.

### Backhausgemeinschaften
Es gibt zwei Backhausgemeinschaften, wo Brote und Kuchen noch wie in alten Zeiten in Steinbacköfen gebacken werden.

### Schützenverein
Der Schützenverein „Edelweiß“ Herbertshausen wurde 1953 gegründet und ist seitdem ein fester Bestandteil der Dorfgemeinschaft. In jedem letzten vollständigen Juni-Wochenende eines Jahres wird das Schützenfest mit dem Vogel- und alle fünf Jahre mit einem Kaiserschießen gefeiert. Im ersten Septemberwochenende wird in jedem Jahr das Kartoffelbraten gefeiert.

## Freizeit
Herbertshausen ist umgeben von dichtem Wald, so dass sich für Urlauber und Ausflügler Wandertouren in die Umgebung leicht durchführen lassen.
Auf einem besonders schönen Wanderweg kann der Wanderer direkt vom Dorf aus losgehen und gelangt über den Aussichtspunkt an der Schlesierbank, wo er eine wunderschöne Aussicht in das Banfetal genießen kann, zum Großgemeindestein, der zum Gedenken an die Eingemeindung nach Bad Laasphe im Jahr 1975 aufgestellt wurde.